# 金田邦夫
金田 邦夫（かねだ くにお、1911年（明治44年）12月15日 - 1962年（昭和37年）10月6日）は、日本の実業家、サンスターの創業者。広島県安芸郡坂町出身。

## 来歴・人物
大阪に出て1932年、金田兄弟商会を設立し自転車や履物用ゴム糊の製造を開始。1941年、4社のゴム製造業者統合により帝国合同護謨工業が設立され翌年社長に就任。太平洋戦争期の空襲で工場の大半を焼失したが戦後1946年、金田軽金属チューブ工業所（同年改組し金田金属工業）を設立し、焼け残ったゴム糊を金属チューブに充填する機械を活かし、金属チューブ容器の開発に成功。その後取引先であった星光社からの相談によりチューブに歯磨剤を充填し、金属チューブ入り練歯磨剤を開発し発売した。商品名は、朝に磨き（サン=太陽）夜に磨く（スター=星）という意味で「サンスター歯磨き」として売り出した。
1948年、物価統制令により錫製チューブの充填原料は薬用品以外には使用が禁じられたため、歯磨きに抗菌剤を配合して『薬用歯磨』とし、星光社を介して塩野義製薬と販売提携を行い、製造元を金田金属工業、販売元を塩野義製薬とした。粉末歯磨剤が主流の時代、戦後初めての練歯磨きだったこと、また品質の良さも手伝い、キャラクターにペンギンを登場させた製品は人気を集めた。同年、硝化綿レザーの企業化を目指し極東化工を設立。
1950年、金田の設立した帝国合同護謨工業、金田金属工業、極東化工の三社と、取引先の星光社の四社を合併させサンスター株式会社を設立させた。1952年、葉緑素入り『グリーンサンスター』を発売し人気を呼ぶ。
1953年、自転車用部品を製造する巴産業、金属容器を製造する太陽チューブ工業所を吸収合併。しかしサンスター歯磨きを純然たる専業歯磨きメーカーとして発展させるため、1954年、歯磨き製造以外の会社を分離させた。この時分離した会社は、のちサンスター技研に統合している。
金田はサンスター歯磨を業界のトップシェアに押し上げたが、1962年9月にくも膜下出血で倒れ10月に死去した。享年50。
その後1969年の長男・博夫の社長就任以降、同社及びグループは、積極的に事業の多角化を進め、VO5などのヘアケア事業、化粧品事業、物流事業や歯科技工分野などにも進出し現在に至っている。

## 生い立ち
- 1911年 広島県安芸郡坂村にて、国松・サトの子として誕生、村長から　「一国一城の主たれ」と邦夫と命名された。4年後、サトが他界し、宮大工の祖父母に育てられた。
- 1918年 坂尋常高等小学校入学
- 1926年 親戚の紹介で、大阪の大手自転車問屋「山重商店」に丁稚奉公開始。

## 会社創業
- 1932年 アメリカにいた異父姉ヤスノから2000ドル（現在の1300万円相当）の援助を得て２0才にて自転車部品・付属品の卸商「金田兄弟商会」設立。
- 1933年 同郷の友人、金子正信発案の「ゴム糊小分け金属チューブ入り」を事業化。後のサンスターの原点事業となる。大阪市中河内郡可美村に、父国松が作業所建設。事業は順調、セイと結婚、長男（博夫）誕生、長女（富子）誕生。
- 1936年 ゴム糊作業所兼事務所兼自宅を「自力」で建設。

## ゴム糊会社時代
- 1940年 ゴム糊配給制から全国ゴム糊会社の統合命令。
- 1941年 帝国合同護謨工業有限会社設立、社長同士のわがまま合戦を制して、42年邦夫が社長就任。〜43年、人員整理と軍需によりV字回復、業績好調だが、海外進出は失敗断念。（ビクトリア）
- 1944年 工場/家族の奈良疎開，ゴム糊生産停止（軍の統制）

## 「サンスター」誕生・歯磨き時代
- 1946年 国産練歯磨き第一号、「サンスター」完成！
- 1947年 錫の使用規制（化粧品チューブへの使用禁止）
- 1948年 薬用歯磨完成、塩野義製薬と販売契約

## 株式会社化以降
- 1950年 サンスター(株)設立（邦夫社長）
- 1951年 ペンギンタイムスタート、米国視察旅行２ヶ月
- 1952年 グリーンサンスター塩野義発売、スマイルカー誕生
- 1954年〜10年間 業界シェアNo.1
- 1958年 東洋一の高槻新工場竣工
- 1962年10月6日没 享年50才

## 参考書籍
- 『新日本人物大観』人事通信社 1959年4月
- 『サンスター40年の軌跡』サンスター株式会社 1985年7月
- 『日本会社史総覧 上巻』東洋経済新報社 1995年11月
- 山本健治『名創業者列伝 挫折と成功の軌跡』経林書房 2005年2月